# Sandro Tarzan
Alessandro Sandro Tarzan Silbert Campos da Silva, mais conhecido como Sandro Tarzan (São Joaquim, 21 de dezembro de 1964 – Blumenau, 31 de janeiro de 2017) foi um político brasileiro.
Filho de Maria Rita Campos da Silva e de Rogério Tarzan Antunes da Silva, que foi prefeito de São Joaquim.
Candidato a deputado estadual para a Assembleia Legislativa de Santa Catarina pelo Partido da Reconstrução Nacional (PRN), foi com 9.969 votos primeiro suplente de seu partido, assumindo o cargo na 12ª Legislatura (1991-1995). 
Morreu no Hospital Santa Isabel em Blumenau, vitimado por câncer.